# Geoffrey Charles Lawrence
Geoffrey Charles Lawrence (né en juillet 1915 et mort en 1994) fut ministre en chef (en) par intérim de Zanzibar du 23 février 1961 au 5 juin 1961.